# Avangrid
Avangrid, anciennement Iberdrola USA, est une entreprise américaine spécialisée dans la production et la distribution d'électricité dans l'État de New York et dans la Nouvelle-Angleterre de manière plus générale.

## Histoire
En 1999, Energy East, qui était propriétaire de NYSEG, achète CMP pour 957 millions de dollars en 1999. L'entreprise acquiert Rochester Gas and Electric en 2001.
Iberdola USA a été créée en septembre 2008 après l'OPA amicale d'Energy East par Iberdrola l'année précédente. Iberdrola a acquis le distributeur pour un montant de 4,5 milliards de dollars (3,4 milliards €). Elle distribue alors de l'électricité et du gaz naturel à 2,3 millions de clients dans les états de New York et de la Nouvelle-Angleterre.
Deux filiales font des affaires dans l'État de New York : New York Electric & Gas (NYSEG) et Rochester Gas and Electric (RG&E), toutes deux basées à Rochester (New York). NYSEG a 878 000 clients dans le nord de l'état, alors que RG&E dessert 367 000 clients de son service électrique et 303 000 abonnés pour son réseau de gaz naturel dans les neuf comtés entourant la ville de Rochester. Au Maine, Central Maine Power (CMP), d'Augusta, est le plus important fournisseur d'énergie de l'état avec plus de 660 000 clients
Iberdrola USA mène des projets d'infrastructure au Maine et dans l'État de New York. Au Maine, CMP a lancé en 2010 la construction du Maine Power Reliability Program (MPRP), un renforcement du réseau de transport électrique de l'état évalué à 1,4 milliard de dollars. Le MPRP devrait aussi faciliter les importations d'électricité du Québec et du Canada atlantique. L'entreprise a également commencé le déploiement de 625 000 compteurs intelligents au Maine.
En février 2015, Iberdrola fusionne ses activités américaines avec UIL Holdings, une entreprise américaine de production d'électricité et de distribution de gaz, pour un coût de 3 milliards de dollars, créant une nouvelle société cotée, dont elle sera actionnaire. En décembre 2015, Iberdrola met en bourse 18,5 % de cette société, renommée Avangrid.
En octobre 2020, Avangrid annonce l'acquisition de PNM Resources, une entreprise américaine d'électricité présente au Nouveau-Mexique et au Texas, pour environ 8,3 milliards de dollars, reprise de dettes comprise, créant un ensemble d'une capitalisation de 20 milliards de dollars,.